# Holden (azienda)
La Holden (nome ufficiale GM Holden Ltd), è stata una casa automobilistica australiana, con sede a Melbourne, che dal 1931 ha fatto parte del gruppo statunitense General Motors.
Nella seconda metà degli anni dieci la Holden ha subìto pesanti perdite a causa della forza del dollaro australiano e, a dicembre 2013, ha annunciato che la produzione in Australia sarebbe cessata quattro anni dopo. Il 20 ottobre 2017 è cessata la produzione.
Il 17 febbraio 2020 sulle pagine social della casa automobilistica viene annunciato il ritiro ufficiale del marchio dai mercati australiani e neozelandesi, il quale comporterà la fine delle vendite entro il 2021. I clienti e i possessori dei veicoli potranno però contare sulla rete di assistenza per circa altri 10 anni da questa data.

## Storia
L'azienda venne fondata ad Adelaide nel 1856 da James Alexander Holden, immigrato dall'Inghilterra nel 1852, con il nome di J.A. Holden & Co, producendo articoli in pelle. 
Nel 1905 Edward Wheewall Holden, nipote del fondatore, rilevò l'impresa di famiglia e la indirizzò verso il nascente e lucrativo settore dell'automobile. 
A partire dal 1913 iniziò la produzione di sidecar, seguita nel 1917 dalla costruzione di carrozzerie per automobili. 
La produzione di carrozzerie ebbe notevole successo (dalle 99 costruite nel 1917 si passò nel 1923 a 12.771), tanto da far firmare nel 1924 un contratto con General Motors con il quale Holden avrebbe prodotto carrozzerie solo per il gruppo statunitense. 
La crisi del 1929 colpì pesantemente l'azienda australiana e per proteggere la posizione acquisita nel 1931 in Oceania la General Motors rilevò la Holden, fondando la General Motors-Holden's Ltd. 
Durante la seconda guerra mondiale la Holden contribuì allo sforzo bellico, producendo motori aeronautici e marini, parti di aeroplani, veicoli blindati ed altro materiale.

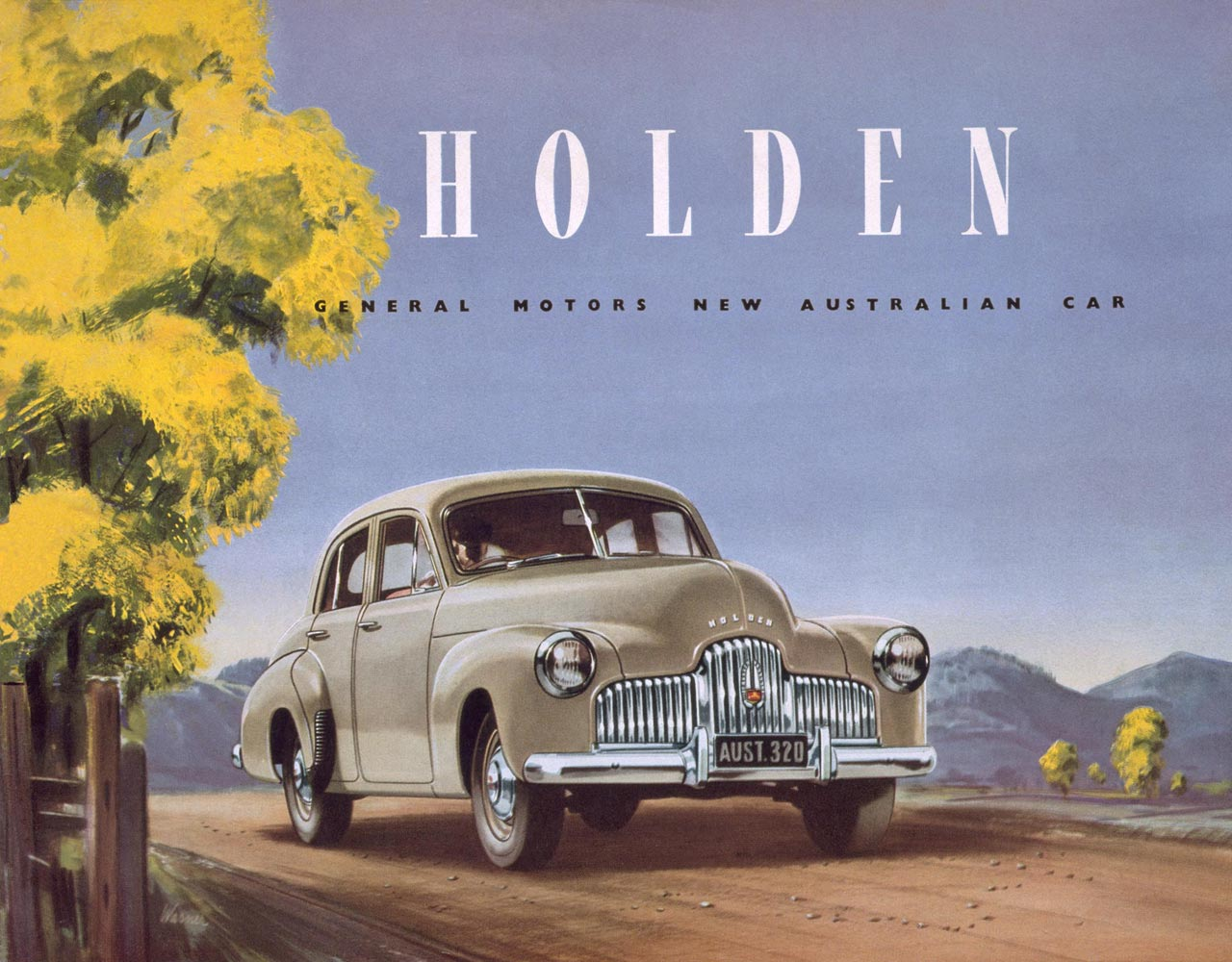
Pubblicità per il lancio della 48/215

Alla fine della Seconda guerra mondiale, il governo australiano incoraggiò la produzione di automobili. La Holden fu l'unica industria ad accettare la sfida (a cui stava pensando già dal 1936) e produsse la prima auto tutta australiana. 
Il risultato fu la 48/215 (conosciuta anche come FX) del 1948, vettura di medie dimensioni equipaggiata con un 6 cilindri in linea di 2150 cm³. Nonostante non fosse meccanicamente o stilisticamente originale, la 48/215 era semplice, più potente delle concorrenti, con buone prestazioni e bassi consumi. Fu un grande successo di vendite (anche grazie a barriere doganali), tanto da diventare l'auto più venduta d'Australia. La 48/215 venne prodotta fino al 1953, quando venne rimpiazzata dalla FJ, versione rivista della prima Holden.
Con gli anni sessanta la Holden iniziò a subire la concorrenza della Ford, cui riuscì a resistere con l'introduzione di nuovi modelli come la compatta Torana (1967), versione australiana della Vauxhall Viva, e la sportiva Monaro (1968), di gran successo nelle corse.
Dagli anni settanta la Holden iniziò a vendere sotto il suo marchio diversi modelli di altri marchi della galassia General Motors e, principalmente i modelli della Vauxhall, derivati a loro volta da quelli Opel.
Nel 1975 il primo modello Opel commercializzato dalla Holden in Oceania fu la Gemini, derivata dalla Opel Kadett, a cui seguirono il fuoristrada Jackaroo (1981, di origine Isuzu), la Camira (datata 1982, versione australiana della contemporanea Opel Ascona). 
Nel 1978 la Holden introdusse la Commodore, derivata dall'omonimo modello Opel, prima di una lunga serie di auto che si sono succedute sino al 2017. 
La versione sportiva della Commodore è stata destinata unicamente per il mercato automobilistico dell'Oceania, un mito paragonabile a quello della BMW M3 in Europa, e partecipa al campionato Supercars.
Di origine Opel sono anche, tra le altre, la Calibra (1991), Barina SB (1994), Vectra (1997), Astra (1998) e Zafira (2001). 
Tra gli anni ottanta e novanta la Holden produsse con il proprio marchio anche diversi modelli Nissan, Suzuki e Toyota.
Nel 2005 la Holden produsse una concept car ad alte prestazioni denominata Holden Efijy, ma il progetto non ebbe seguito commerciale.
Il marchio Holden è stato utilizzato dalla GM solo in Australia e Nuova Zelanda. Tuttavia la Holden Commodore è stata esportata negli Stati Uniti con il marchio Pontiac, in Gran Bretagna (marchiata Vauxhall), in Brasile e nel Medio Oriente (col marchio Chevrolet).
Il 20 ottobre 2017 l'azienda ha chiuso definitivamente gli impianti, cessando ogni attività di produzione ma convertendosi a importatore di veicoli a marchio estero.
Il 17 febbraio 2020, General Motors ha annunciato che il marchio Holden sarebbe stato definitivamente ritirato entro il 2021 ma che l'assistenza ai veicoli del marchio sarà garantita fino al 2027..

## Veicoli
Gamma attuale
| Modello | Modello            | Anno di introduzione | Modello attuale | Modello attuale |
| Modello | Modello            | Anno di introduzione | Introduzione    | Restyling       |
| ------- | ------------------ | -------------------- | --------------- | --------------- |
|         | Holden Trax        | 2013                 | 1ª generazione  | 2016            |
|         | Holden Trailblazer | 2015                 | 1ª generazione  |                 |
|         | Holden Equinox     | 2018                 | 1ª generazione  |                 |
|         | Holden Acadia      | 2018                 | 1ª generazione  |                 |
|         | Holden Colorado    | 2008                 | 2ª generazione  | 2015            |

### Modelli storici

#### Originali
- Holden Monaro

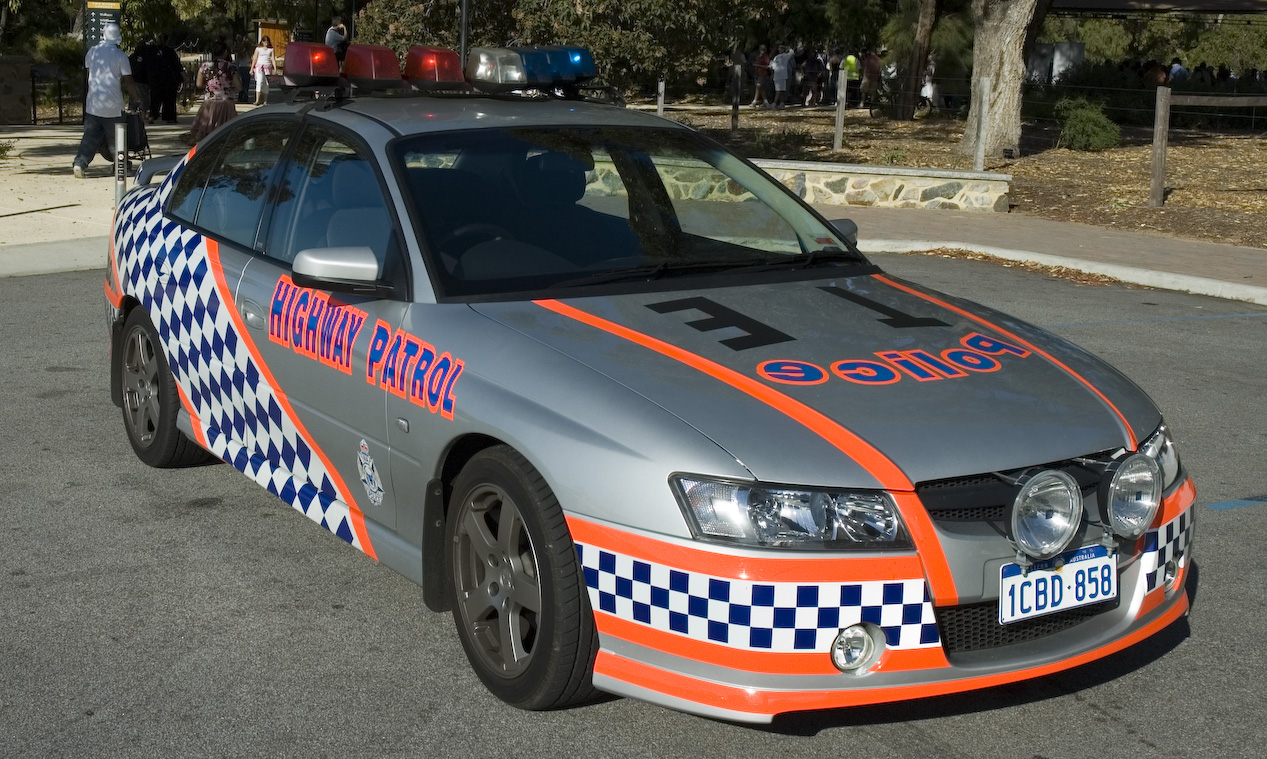
Una Commodore della Polizia australiana

- Holden Camira (versione australiana della Opel Ascona/Vauxhall Cavalier)
- Holden Torana
- Holden Adventra
- Holden One tonner
- Holden Kingswood
- Holden Brougham
- Holden Special
- Holden Commodore
- Holden Statesman & Caprice

#### Basati su modelli Toyota
- Holden Apollo
- Holden Nova

#### Basati su modelli Opel
- Holden Astra
- Holden Vectra
- Holden Zafira
- Holden Combo
- Holden Calibra
- Holden Insignia
- Holden Cascada
- Holden Tigra
- Holden Barina (1996–2006)

#### Basati su modelli Chevrolet
- Holden Cruze (2008–2015)
- Holden Malibu
- Holden Spark
- Holden Suburban
- Holden Volt
- Holden Barina (2012–2018)

#### Basati su modelli Daewoo/GM Korea
- Holden Epica
- Holden Viva
- Holden Captiva
- Holden Barina (2006–2012)

#### Basati su modelli Isuzu
- Holden Jackaroo
- Holden Rodeo
- Holden Monterey
- Holden Frontera
- Holden Gemini
- Holden Piazza
- Holden Shuttle

#### Basati su modelli Suzuki
- Holden Drover
- Holden Scurry
- Holden Cruze (2005–2008)
- Holden Barina (1983–1995)